# Монастириська районна державна адміністрація
Монастириська районна державна адміністрація (Монастириська РДА) — колишній орган виконавчої влади в Монастириському районі Тернопільської області України.

## Історія
16 грудня 2020 року реорганізована шляхом приєднання до Чортківської райдержадміністрації.

## Структура апарату
- Відділ організаційної роботи, інформаційної діяльності та зв'язків з громадськістю
- Загальний відділ
- Відділ фінансово-господарського забезпечення
- Відділ управління персоналом
- Відділ взаємодії з правоохоронними органами, оборонно- мобілізаційної роботи та юридичного забезпечення
- Відділ ведення Державного реєстру виборців

## Особи

### Очільники
Представники Президента України:
|  | Прізвище, ім'я, по батькові | Термін повноважень |
|  | --------------------------- | ------------------ |
|  | 1.                          |                    |

Голови райдержадміністрації:
|  | Прізвище, ім'я, по батькові       | Термін повноважень                                              |
|  | --------------------------------- | --------------------------------------------------------------- |
|  | 1. Іван Петрович Білик            | ? — 22 березня 2014                                             |
|  | 2. Марія Юріївна Павлік           | 30 квітня 2014 — 21 травня 2015 21 травня 2015 — 3 березня 2016 |
|  | 3. Степан Іванович Бойко          | 29 квітня 2016 — 11 липня 2019                                  |
|  | 4. Галина Володимирівна Молчанова | 15 травня 2020 — 26 лютого 2021                                 |

### Заступники
- Павло Морозюк — заступник,
- Лілія Савків — керівник апарату